# Villa Hasselkampf

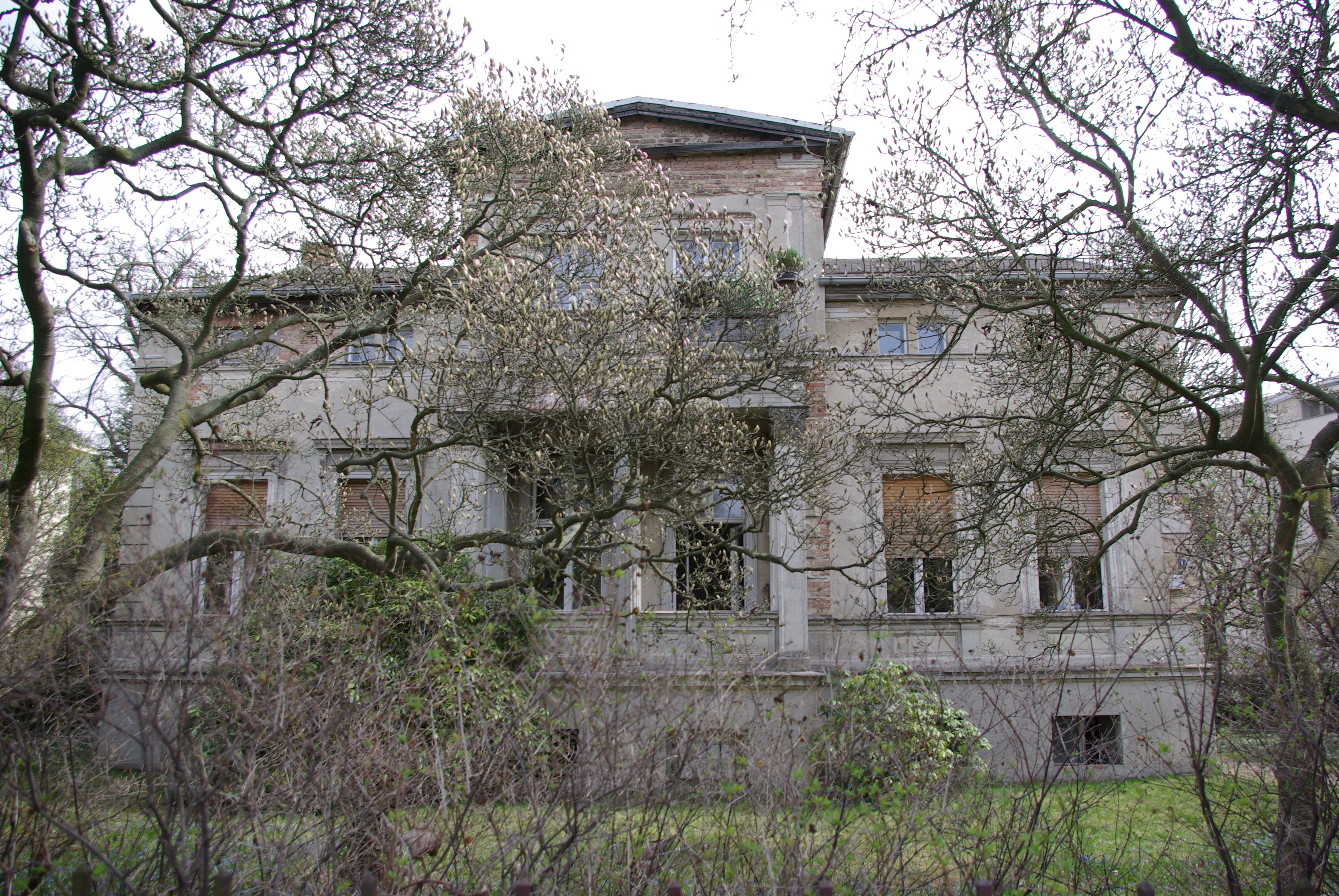
Villa Hasselkampf, Puschkinallee 1

Die Villa Hasselkampf ist ein denkmalgeschütztes Gebäude im Potsdamer Stadtteil Nauener Vorstadt, Puschkinallee 1.

## Geschichte
Der Potsdamer Möbelfabrikant Hasselkampf beantragte 1871 den Bau einer Villa auf dem Grundstück in der damaligen Capellenbergstraße 11 (später 1). Die Ausführung übernahmen 1872/73 Maurermeister Albert Lüdicke († vermutlich 1901, spätestens 1903) und Hofzimmermeister Johann Hermann Kneib (1820–1905). Das von Hasselkampf wahrscheinlich nicht selbst bewohnte Haus war spätestens seit 1875 vermietet und spätestens von 1877 bis 1879 Eigentum der im Haus wohnenden Witwe Amalie Hasselkampf, geborene Fischer. 
Im Potsdamer Adressbuch für 1880 ist unter „Capellenbergstraße 1“ der Rechnungsrat H. von Klinkowström als nicht im Haus wohnhafter Eigentümer vermerkt und von 1882 bis 1904 die Berliner Apothekerwitwe Auguste von Klinkowström, geborene Schönebeck (1836–1904). Ihr folgte 1905 der Rentier Fritz Schönebeck und 1919 die Rentiere Ida Schönebeck. Spätestens 1922 ist Oberbaurat Robert Rößler Eigentümer des Hauses, der in den Adressbüchern für 1925 bis 1938/39 als Oberregierungs- und Baurat im Ruhestand eingetragen ist.

## Architektur
Der sechsachsige Putzbau ist eingeschossig auf hohem Sockel mit Satteldach. Dem zweigeschossigen Mittelrisalit mit flachem Dreiecksgiebel ist eine Loggia vorgelagert. Hochrechteckige Fenster mit Verdachungen und kleine Drempelfenster belichten die Innenräume. Der Eingangsbereich ist seitlich angelegt.